# 湖北利川事件
湖北利川事件或称冉建新事件，发生在2011年6月9日，湖北利川市数千民众因反贪局长冉建新在双规时突然死亡而围攻市政府大楼。

## 事件过程
利川市前反贪局局长冉建新于2010年11月被市委书记以“渎职”的名义双规。据《环球时报》报道冉建新反对当地政府抢夺土地的行为。
2011年6月4日，冉建新在巴东县检察院中猝死，家人称其死尸上有多处伤痕，认定其被“活活打死”。6月9日，1500名示威群众在市政府前与警察发生冲突，示威人群向市政府办公大楼投掷瓶子鸡蛋等杂物。随后示威人群冲破了铁栅栏冲入市政府，官方也动用了武力驱散了示威人群。
2011年6月27日，利川市政府迫於輿論壓力下於利川市殯儀館舉行冉建新追悼會，有5萬名民眾出席。
2012年1月19日，鹤峰县法院公开审理了原巴东县人民检察院反贪局教导员任中海和法警大队教导员谭发明在冉建新涉嫌受贿一案中实施了刑讯逼供行为，构成刑讯逼供罪，两人分别被判处有期徒刑三年和一年。